# Franz Brunner
Franz Brunner (1913. március 21. – 1991. december 22.) olimpiai ezüstérmes osztrák kézilabdázó.
Részt vett az 1936. évi nyári olimpiai játékokon, amit Berlinben rendeztek. A kézilabdatornán játszott, és az osztrák válogatott tagjaként ezüstérmes lett.